# Fraccionament de contractes
El fraccionament de contractes és una pràctica il·legal que consisteix a dividir un contracte que hauria de ser únic en diversos contractes menors per evitar els requisits de publicitat o els procediments d'adjudicació que li corresponen segons la Llei de contractes del sector públic (LCSP).

## Marc legal
La LCSP estableix que els contractes del sector públic han de respectar els principis de publicitat, concurrència, transparència, igualtat i no discriminació, i que han de sotmetre's als procediments d'adjudicació que corresponguin segons el seu tipus, objecte i valor estimat. Així mateix, la LCSP prohibeix el fraccionament de contractes, entès com la divisió artificial o arbitrària d'un contracte que hauria de ser únic en diversos contractes menors, amb la finalitat d'eludir els requisits de publicitat o els procediments d'adjudicació que li corresponen segons la seva naturalesa i import. Els articles de la LCSP que regulen el fraccionament de contractes són els següents:
- Art. 99.2: "No podrà procedir-se a la formalització de contractes separats quan, atesa la seva naturalesa o finalitat, haurien d'haver-se unit en un sol contracte, amb independència de la denominació que s'atribueixi a les prestacions objecte d'aquests, o de la forma de determinar el seu preu, sempre que aquesta separació tingui per objecte eludir l'aplicació d'aquesta Llei".[1]
- Art. 101.4: "No es podrà procedir al fraccionament dels contractes quan aquesta pràctica tingui per objecte eludir els requisits de publicitat o els procediments d'adjudicació que corresponguin".[2]

## Criteris
Per a determinar si hi ha hagut fraccionament irregular de contractes, cal analitzar si els contractes formalitzats tenen identitat de subjecte, objecte i causa, és a dir, si són contractes que haurien d'haver-se unit en un sol contracte per la seva naturalesa o finalitat. Alguns dels criteris que s'han utilitzat per a aquesta anàlisi són els següents:
- Criteri temporal: si els contractes s'han formalitzat en un període pròxim o coincident, o si s'han renovat successivament sense justificació.
- Criteri funcional: si els contractes tenen una finalitat comuna o complementària, o si formen part d'un mateix projecte o programa.
- Criteri econòmic: si els contractes tenen un valor estimat inferior al límit que requereix un procediment d'adjudicació més exigent, o si s'han fixat els preus de manera artificial o arbitrària.

## Conseqüències
El fraccionament de contractes pot comportar diverses conseqüències administratives i penals, tant per als òrgans de contractació com per als contractistes, segons la gravetat i les circumstàncies del cas. Algunes d'aquestes conseqüències són les següents:
- Conseqüències administratives: nul·litat dels contractes, reintegrament de les quantitats percebudes, inhabilitació per a contractar amb el sector públic, sancions pecuniàries, responsabilitat patrimonial, etc.
- Conseqüències penals: delicte de prevaricació, delicte de malversació, delicte de falsedat documental, delicte de tràfic d'influències, delicte de suborn, delicte de negociacions prohibides, etc.

## Exemples
Alguns exemples reals de casos de fraccionament de contractes que hagin estat investigats o sancionats per les autoritats competents són els següents:
- Cas Gürtel: es va investigar el fraccionament de contractes per a la contractació de serveis de publicitat i comunicació per part de diverses administracions públiques a favor d'empreses vinculades a la trama Gürtel, amb la finalitat d'eludir els procediments d'adjudicació i de desviar fons públics.
- Cas Palau: es va investigar el fraccionament de contractes per a la contractació de serveis de consultoria i assessorament per part de la Generalitat de Catalunya a favor d'empreses vinculades al Palau de la Música, amb la finalitat d'eludir els procediments d'adjudicació i de finançar il·legalment a Convergència Democràtica de Catalunya.
- Cas Púnica: es va investigar el fraccionament de contractes per a la contractació de serveis de formació, informàtica i medi ambient per part de diversos ajuntaments i consells provincials a favor d'empreses vinculades a la trama Púnica, amb la finalitat d'eludir els procediments d'adjudicació i de desviar fons públics.